# James Norman Hall
Pour les articles homonymes, voir James Hall et Hall.
 (février 2018).
Si vous disposez d'ouvrages ou d'articles de référence ou si vous connaissez des sites web de qualité traitant du thème abordé ici, merci de compléter l'article en donnant les références utiles à sa vérifiabilité et en les liant à la section « Notes et références ».
James Norman Hall (22 avril 1887 – 5 juillet 1951) est un écrivain américain, rendu célèbre par Les Révoltés de la Bounty, roman co-écrit avec Charles Nordhoff – dont l’histoire authentique fut plusieurs fois adaptée au cinéma.

## Biographie

### Enfance et jeunesse
Né à Colfax (Iowa) d’un père fermier et épicier, James Norman Hall fut diplômé du Grinnell College en 1910.
En vacances au Royaume-Uni pendant l’été 1914, Hall s’enrôla dans l'armée britannique dès le début de la Première Guerre mondiale : il servit dans les Royal Fusiliers et participa comme mitrailleur à la bataille de Loos.
En décembre 1915, il rentra aux États-Unis pour raconter son expérience de guerre dans Kitchener’s Mob : The Adventures of an American in the British Army (1916). Il souhaitait inciter l'Amérique à sortir de sa neutralité.
A la demande du magazine Atlantic Monthly, il retourne en Europe en 1916 pour écrire une série d'histoires sur les volontaires américains qui servaient dans l'Escadrille La Fayette. Mais Hall ne se contente pas d’observer, il s’engage à nouveau et devient pilote.
Quand les États-Unis entrèrent en guerre, Hall fut transféré à l’U.S. Air Service avec le grade de capitaine.

### Héros de la Grande Guerre: états de service[1]
James Norman Hall servit dans les armées de trois pays Alliés : d’abord fantassin dans un régiment d’infanterie britannique, il fut ensuite pilote dans les aviations française et américaine.
Blessé au combat le 26 juin 1917, il fut abattu en vol le 7 mai 1918 à Pagny-sur-Moselle (Meurthe-et-Moselle) et retenu prisonnier en Allemagne jusqu'à l'armistice.
Hall reçut plusieurs décorations pour ses états de service : Distinguished Service Cross ; Légion d’honneur ; Médaille militaire ; Croix de guerre (5 palmes).

### Écrivain – œuvre littéraire
Après l'Armistice, le Dr Edmund Gros demanda à James Norman Hall et à Charles Nordhoff d’écrire l'histoire de l'Escadrille Lafayette. Le livre s'étant bien vendu, les deux auteurs décidèrent de poursuivre leur collaboration.
En 1920 ils s’installèrent à Tahiti, afin d’écrire sur le Pacifique sud : l’exotisme de la vie des îles et les aventures des mers du Sud étaient susceptibles de capter plus facilement l’imagination des lecteurs américains.
Après plusieurs publications sans grand retentissement, ils connurent dans les années 1930 un succès éclatant grâce à la trilogie sur l’équipage du Bounty.
Hall et Nordhoff publièrent également des romans et des nouvelles chacun de son côté. Sans jamais atteindre le succès des œuvres réalisées en commun.
A Tahiti, James Norman Hall rencontra dans les années 1920 un autre écrivain, Robert Dean Frisbie, avec qui il entretint une amitié et une correspondance qui dura jusqu’au décès de Frisbie.
De nombreux documents (manuscrits, correspondance) de James Norman Hall sont conservés dans les archives du Grinnell College (Iowa).

### Vie privée
James Norman Hall épousa Sarah Winchester en 1925 ; ils eurent deux enfants : Conrad Hall (1926-2003) et Nancy Hall-Rutgers (1930-2020).
Il mourut à Tahiti en 1951. Il est enterré à Arue, sur la colline derrière sa maison, devenue un musée.